# Aivars

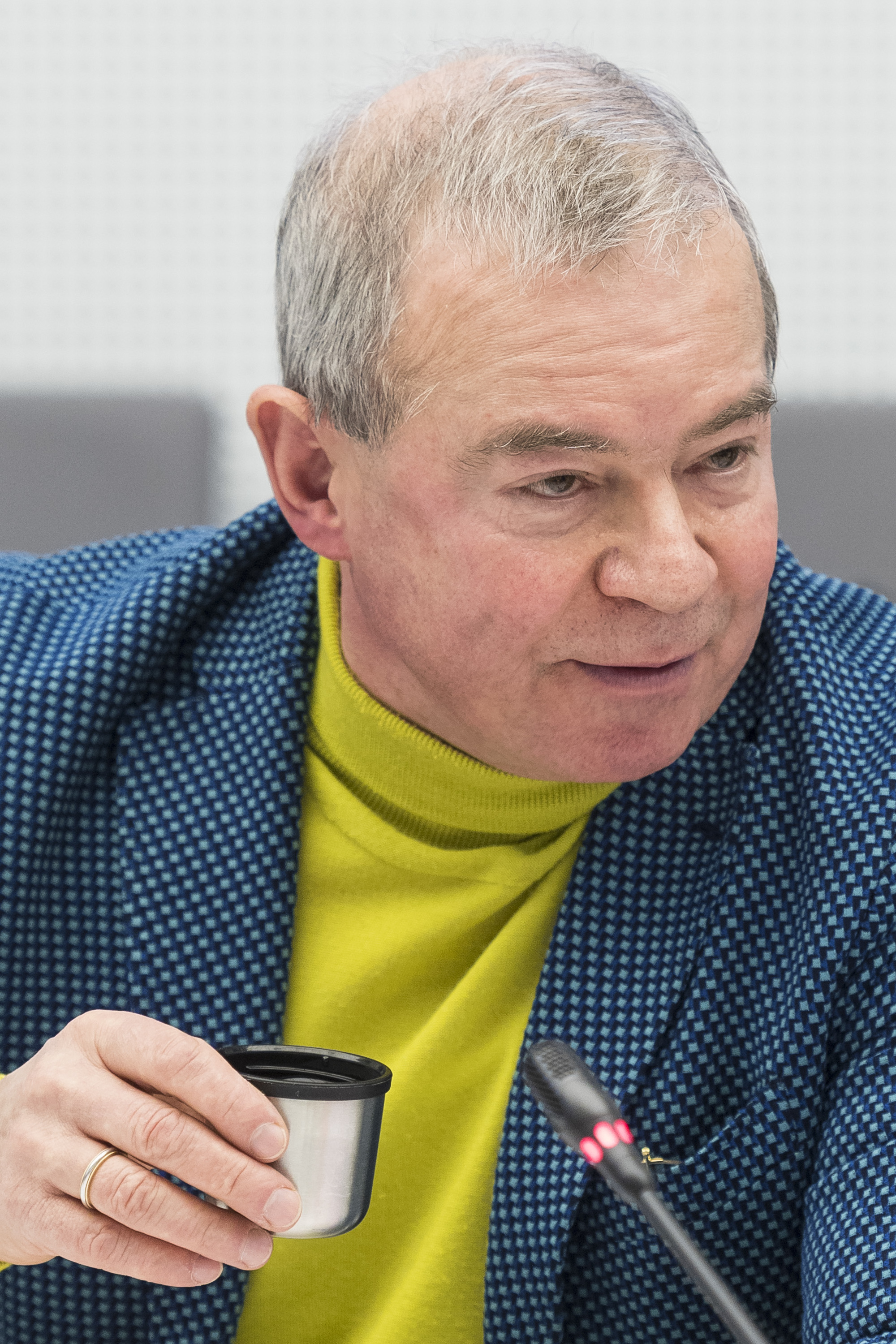
Aivars Lembergs, 2017.

Aivars är ett lettiskt mansnamn. Namnet som var som mest populärt under mitten av 1900-talet och ett av de 100 vanligaste namnen bland nyfödda pojkar i Lettland från år 1930 till 1985.
Namnet introducerades under slutet av 1800-talet utifrån det nordiska namnet Ivar, fast med engelska uttal (återgivet "ai-") och den lettiska nominativändelsen "-s". Namnet har lånats vidare till estniskan som Aivar och till litauiskan som Aivaras.

## Personer som heterAivars
- Aivars Lazdenieks (född 1954), roddare
- Aivars Lembergs (född 1953), politiker och affärsman